# 卡納瓦萊博物館
卡納瓦莱博物館（法語：Musée Carnavalet）是位於法國首都巴黎第三區的一座博物館，也稱巴黎歷史博物館（法語：Musée de l'Histoire de Paris）或卡納瓦莱美術館。卡納瓦莱博物館是一座收藏並展示巴黎歷史資料的市立博物館，博物館的建築物本身也是歷史建築。博物館內的藏品達到約60萬件，包括多種領域。

## 外部連結
- 官方網站（页面存档备份，存于）